# アントーン・ハックル
アントーン・ハックル(独:Anton "Toni" Hackl、1915年3月25日 - 1984年7月10日)はドイツの軍人。最終階級は空軍少佐。第二次世界大戦ではドイツ国防軍空軍に所属し、数々の戦果を上げたエース・パイロットとして知られる。柏葉・剣付騎士鉄十字章受章者の一人である。

## 経歴
ハックルは1915年3月25日にドイツ帝国・バイエルン王国レーゲンスブルクに生まれた。第二次世界大戦勃発当時、彼はドイツ空軍第77戦闘航空団(JG77)第II飛行隊所属の伍長であった。1940年5月、JG77とともにノルウェーの基地へと移った彼は、翌月にイギリス空軍の爆撃機ハドソンを2機撃墜し初の戦果を上げた。6月27日にはさらにハドソンを撃墜し、ノルウェーにいた期間中4回の空中戦で勝利している。
1941年7月、ハックル含めJG77は独ソ戦に参戦することになった。そして、彼はその年の終わりまでに27機の撃墜を記録した。1942年には彼はJG77第5中隊中隊長に任命された。その年の春までに彼は撃墜数を大幅に伸ばし、5月には総撃墜数51機の栄誉から騎士鉄十字章を受章するに至っている。7月に入ると、彼は僅かひと月でソヴィエト連邦ヴォロネジ州ヴォロネジ付近に於いて計37機を撃墜しており、そのうち7月21日と7月23日にはそれぞれ一日で6機を撃墜している。8月にはさらに3機を撃墜し、総撃墜数100機を記録、そして8月6日には柏葉付騎士鉄十字章を受章した。彼の記録はその後も伸び続け、9月にはソ連軍戦闘機LaGG-3などを撃墜し総撃墜数が118機に達した。
その後JG77第II飛行隊はチュニジアへ異動したが、そこでもハックルは6機の撃墜を記録した。しかし1943年2月4日、戦闘機P-38との航空戦のさなか彼は重傷を負ってしまった。彼は数か月間の入院生活を余儀なくされ、戦線へ復帰したのは9月のことであった。復帰後、彼は配属が第11戦闘航空団(JG11)第III飛行隊へと変わり、ドイツの防衛が主な任務となった。10月1日から飛行隊長となった第III飛行隊でも彼は戦果を上げ、配属期間中に25機の撃墜を記録した。しかし1944年4月、アメリカ陸軍航空軍所属の戦闘機P-47との航空戦により再び重傷を負った。7月9日、彼は柏葉・剣付騎士鉄十字章を受章し、同じ月に第76戦闘航空団(JG76)司令に就任した。
10月8日、ハックルは165機撃墜により第26戦闘航空団(JG26)第II飛行隊長にも就任している。彼は1944年末までに総計172機の撃墜を記録した。1945年2月には、それまでの第300戦闘航空団(JG300)司令代理から正式に司令へと昇格した。彼はその後も24機の撃墜を上げたといわれるが、すべて非公式記録である。
ハックルは大戦中、合計出撃回数約1000回、撃墜機数192機(＋非公式24機)を記録した。撃墜機内訳は、131機が独ソ戦によるもの、6機がアフリカ戦線によるもの、残る55機が西部戦線によるものである。ハックルが配属されていた戦闘航空団(JG)別では、55機がJG11、10機がJG10、1機がJG300、124機がJG76に配属されていたころに撃墜した数である。さらに彼自身8回撃墜され、内4回負傷している。
1984年7月10日、ドイツ連邦共和国バイエルン州レーゲンスブルクで死去。

## 叙勲
- 戦傷章
  - 戦傷章金章
- 空軍前線飛行章
  - ペナント付き黄金空軍前線飛行章(ペナント1000)
- パイロット兼観測員章
- 鉄十字章
  - 二級鉄十字勲章1939年章 (1940年3月6日)[2]
  - 一級鉄十字勲章1939年章 (1940年7月2日)[2]
- 騎士鉄十字章
  - 騎士鉄十字章 (1942年5月25日)[3][4]
  - 柏葉付騎士鉄十字章 (1942年8月9日)[5][注釈 2]
  - 柏葉・剣付騎士鉄十字章 (1944年7月9日)[6][注釈 3]